# Boudewijn I van Bentheim
Boudewijn I (overleden 1247/48) was van 1209 tot zijn dood graaf van Bentheim. Daarnaast was hij in dezelfde periode burggraaf van Utrecht. In 1219 neemt hij tijdens de vijfde kruistocht deel aan de verovering van Damiate. Na het overlijden van graaf Willem I van Holland in 1222 was hij enige maanden regent voor de minderjarige Floris IV. In 1227 nam hij aan de zijde van de bisschop van Utrecht deel aan de slag bij Ane.

## Familie
Boudewijn was een zoon van Otto I van Bentheim en Alveradis van Cuijk-Arnsberg. Boudewijn had zes kinderen en was gehuwd met Jutta (mogelijk een Van Rietberg). Uit dit huwelijk kwamen vijf kinderen voort:
- Otto II, graaf van Bentheim (ca. 1205-1279). Hij trouwde voor de eerste maal met Heilwig von Tecklenburg (1219-1264), de dochter van Otto I van Tecklenburg (1185-1263) en Mechthild von Holstein-Schauenburg (1190-1264). Zijn tweede huwelijk was met ene Judith/Jutta NN. Uit zijn eerste huwelijk werden twee zonen en uit zijn tweede huwelijk werd een dochter geboren:
  - Egbert I van Bentheim (ca. 1253-vermoord ca. 1311). Hij trouwde met Hedwig von Oldenburg (1254-na 1296). Zij was een dochter van Johan I van Oldenburg graaf van Oldenburg-Delmenhorst (1215-1270) en Richardis (Richza) van Hoya-Stumpenhausen (ca. 1205-). Haar vader was een kleinzoon van Maurits I van Oldenburg.
    - Otto van Bentheim
    - Johan II van Bentheim (ca. 1280 - 21 juli 1333). Hij trouwde met Mechtild van Lippe (1290-15 april 1328). Zij was de dochter van Simon I van Lippe (ca. 1270 - 1344) en Adelheid van Waldeck (ca. 1270 - ca. 1340)
    - Egbert van Bentheim (1283 - 21 juli 1333).
    - Christiaan van Bentheim (12 april 1285-)
    - Boudewijn van Bentheim.
    - Wigbold van Bentheim (-1351).
    - Hedwig van Bentheim (-25 februari 1358)
    - Odilia van Bentheim (- ca. 1308). Zij trouwde met Arnold III van Almelo (-26 november 1307). Hij was de zoon van Egbert I van Almelo (- 15 augustus 1301) en Agnes van Zuylen (-1297).

  - Otto III van Bentheim (ca. 1240-1285). Hij trouwde met Richarde van der Mark (1245-na 1286). Zij was een dochter van Engelbert I van der Mark (1215-1277) en Cunigonde van Blieskastel (1220-na 1259).
    - Otto IV van Tecklenburg (1260-1307). Hij trouwde met Beatrix van Rietberg (1262-1325). Zij was de zuster van Otto III van Rietberg en dochter van graaf Frederik I van Rietberg (1230-1282) en Beatrix van Horstmar (1230-1277). 
Zijn dochter Richardis van Tecklenburg trouwde met Günzel VI van Schwerin.

  - Jutta van Bentheim (1265-). Zij trouwde met Christiaan III van Oldenburg, graaf van Oldenburg-Oldenburg, (1245-1285). Hij was een zoon van Johan I van Oldenburg graaf van Oldenburg-Delmenhorst (1215-1270) en Richardis (Richza) van Hoya-Stumpenhausen (ca. 1205-).
  - Walraven van Benthem. Hij is de stamvader van de familie van Benthem. De familie relatie tot graaf Willem II is aangetoond via DNA-onderzoek[2].
- Egbert van Bentheim, overleden na 1284
- Elisabeth (Lysa) van Bentheim, overleden na 1244, trouwt met Ludolf III van Steinfurt. Hij was een zoon van Ludolf II van Steinfurt (-Steinfurt, 1243) heer van Steinfurt en heer van Bredevoort.
- Bertha van Bentheim, overleden na 1271, trouwt met Hendrik II van Dale
  - Otto II van Dale (1245-1282) graaf van Dalen en heer van Diepenheim. Hij trouwde in 1270 met Kunigunde van Bronckhorst (1250 - 29 maart 1299). Zij was een dochter van Willem van Bronckhorst en Irmgard van Randerode.
- Catharina van Bentheim (1230-). Zij trouwde met Engelbert van Horne (ca. 1225-1264) heer van Cranendonck.

Boudewijn had nog een kind buiten zijn huwelijk met Jutta:
- Nicolaus van Bentheim (ca. 1220-1279). Nicolaus had één kind genaamd Ludolphus [Bentheim-Holland] van Schonevelde van Bentheim die in 1274 ridder werd.[bron?]